# NGC 3459
NGC 3459 је спирална галаксија у сазвежђу Пехар која се налази на NGC листи објеката дубоког неба.
Деклинација објекта је - 17° 2' 30" а ректасцензија 10h 54m 44,4s. Привидна величина (магнитуда) објекта NGC 3459 износи 13,4 а фотографска магнитуда 14,2. NGC 3459 је још познат и под ознакама MCG -3-28-22, IRAS 10522-1646, PGC 32782.